# ACS Omega
ACS Omega ist eine Open-Access- und Peer-Review-Fachzeitschrift, die seit 2016 von der American Chemical Society herausgegeben wird und alle Fachbereiche der Chemie abdeckt.
Die Zeitschrift erscheint wöchentlich und die aktuellen Chefredakteure sind Krishna Ganesh vom Indian Institute of Science Education und Deqing Zhang vom Institut für Chemie der Chinesischen Akademie der Wissenschaften. Sie hatte nach der Statistik des Web of Science 2020 einen Impact Factor von 3,512.
Im Mittel dauert es von der Einreichung eines Artikels bis zur ersten Entscheidung 22 Tage.